# Derjprom
Le Derjprom (en ukrainien : Держпром) ou Gosprom (en russe : Госпром) est un ensemble de bâtiments d'architecture constructiviste situé sur la place de la Liberté, dans le raïon de Chevtchenko à Kharkiv, en Ukraine.

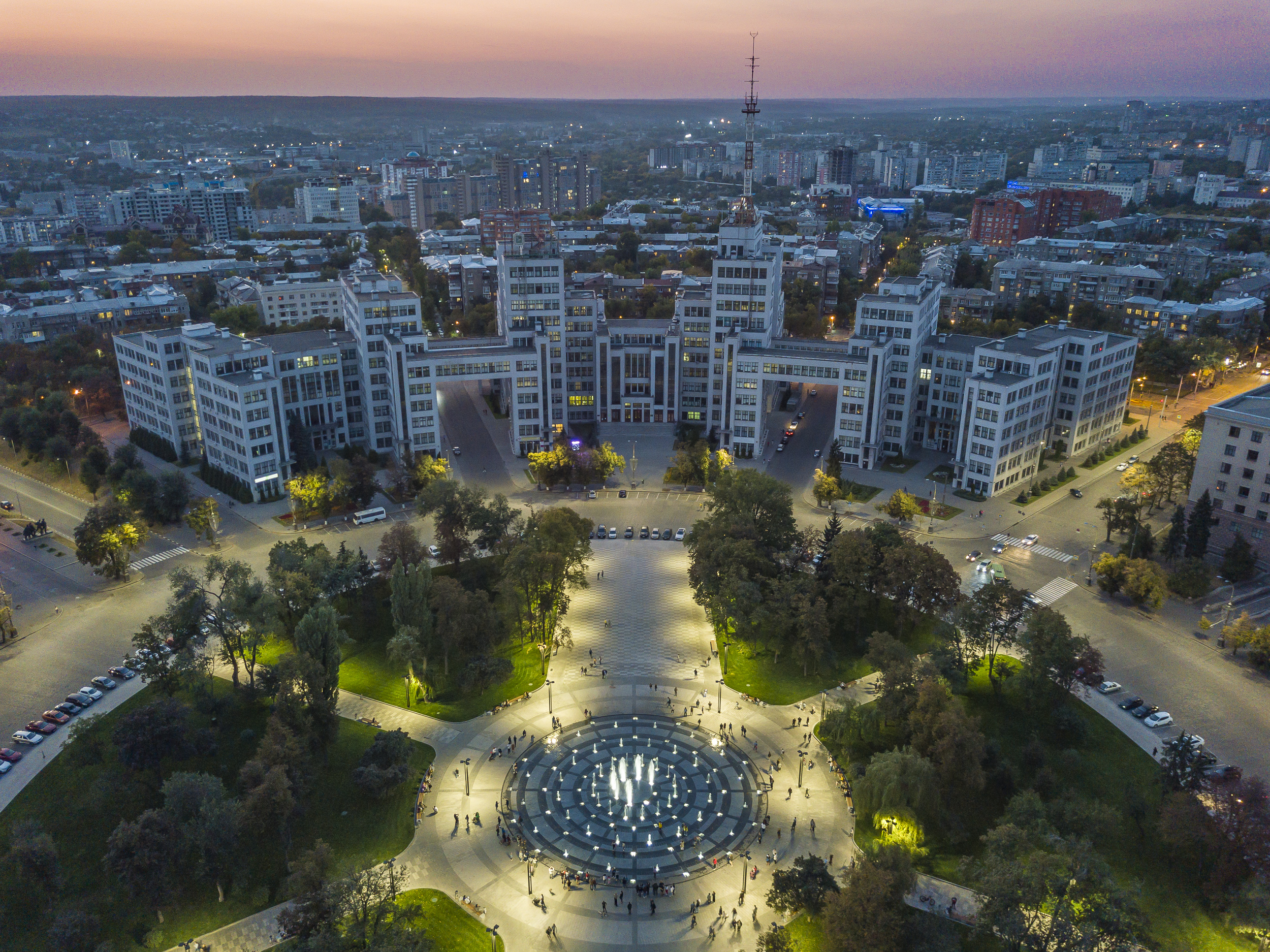
Derjprom.

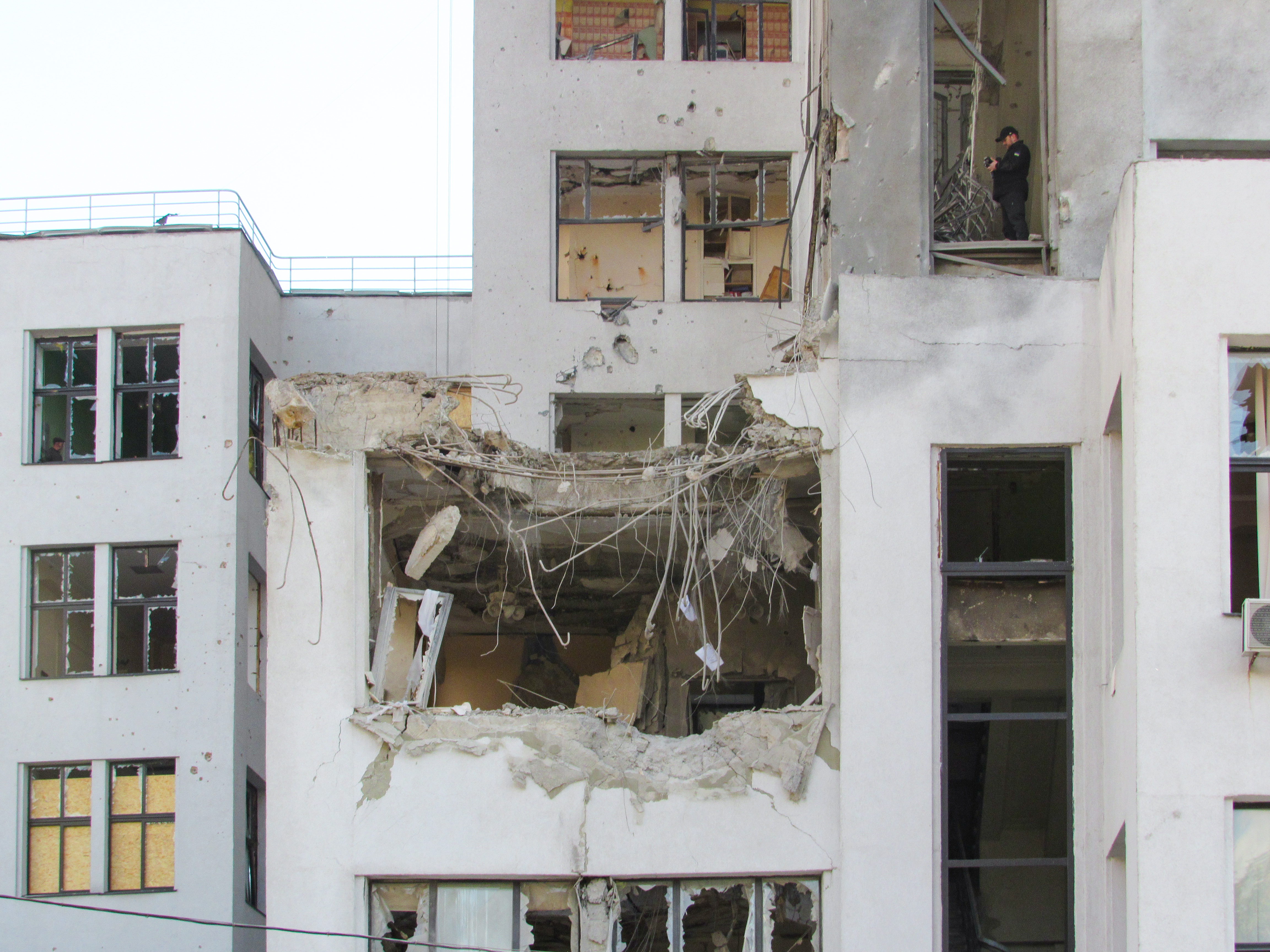
Vue des dégâts après le bombardement du 28 octobre 2014.

Le monument est bombardé par la Russie le 28 octobre 2024 et partiellement détruit dans le cadre de la guerre de la Russie contre l'Ukraine. Six personnes sont blessées.